# روگوو (استان اوپوله)
روگوو (به لهستانی: Rogów) یک منطقهٔ مسکونی در لهستان است که در گمینا گرودکوو واقع شده‌است.